# Cuatipanca
Cuatipanca är en ort i Mexiko.   Den ligger i kommunen Astacinga och delstaten Veracruz, i den sydöstra delen av landet, 230 km öster om huvudstaden Mexico City. Cuatipanca ligger 2 086 meter över havet och antalet invånare är 364.
Terrängen runt Cuatipanca är lite bergig. Runt Cuatipanca är det ganska tätbefolkat, med 134 invånare per kvadratkilometer. Närmaste större samhälle är Zongolica, 18,4 km nordost om Cuatipanca. Omgivningarna runt Cuatipanca är en mosaik av jordbruksmark och naturlig växtlighet.